# أنريكو فورلانيني

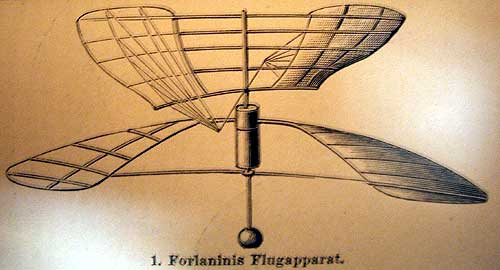
Schizzo dell'elicottero di Forlanini

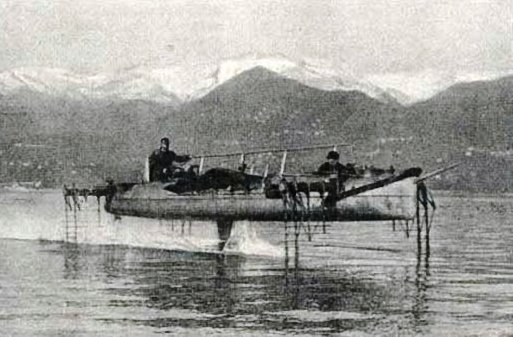
حوامة فورلانيني المزعنفة على بحيرة ماجوري، حوالي عام 1911

أنريكو فورلانيني (بالإنجليزية: Enrico Forlanini)‏، (13 ديسمبر 1848 - 9 أكتوبر 1930)، كان مهندس ومخترع ورائد طيران إيطالي، معروف جيدا لأعماله على طائرات الهليكوبتر والمركبات الجوية وطائرات القوارب المزعنفة والمناطيد. ولد في ميلانو، وفي عام 1863 دخل الكلية العسكرية في تورينو. شقيقه الأكبر هو الطبيب الإيطالي الشهير كارلو فورلانيني (1847-1918).
ينسب أليه أختراع الطائرة العمودية، وذلك عندما قام في عام 1877، بصنع مروحية بدون طيار تعمل بمحرك بخاري، وهو أول نمط من نوعه ارتفع لمسافة 13 متر وبقي في الجو طيلة 20 ثانية، وقد أقلعت الطائرة عموديًا في حديقة بميلانو.
حصلت أفكار وتصاميم فورلانيني على عدد من براءات الاختراع الأمريكية والبريطانية، ومعظمها كانت تستهدف تطبيقات طائرة مائية.